# Onsevig
Onsevig er en lille bebyggelse på det nordvestlige Lolland, 13 km nord for Nakskov. Onsevig er centreret omkring en havn anlagt 1918-1919. Landsbyen er opkaldt efter den lille vig, som afgrænser lokalsamfundet mod vest. Ifølge Den Store Danske Encyklopædi er navnet "Onse Wig" første gang registreret i 1692, og Onse kommer måske af gudenavnet Odin. Onsevig var tidligere et udskibningssted og fiskerleje. Havnen benyttes i dag især af lystbåde. 
Onsevig er et kystkulturmiljø med store rekreative, naturmæssige og visuelle oplevelser.  
Den dybe vig, kysten, skovene og de karakteristiske smalle tværgående skovparceller, giver en varierede naturoplevelse, man kun finder få steder i Danmark.  
Fiskeri- og lystbådehavnen sætter sit præg på byen i dag sammen med rækken af huse langs Byskovvej,- her finder man også Restaurant "Den Fuldkomne Fisker" og Onsevig Camping. 
I midten af 1800-tallet fungerede Onsevig som udskibningssted og i 1918-19 blev der anlagt en fiskerihavn. Allerede i slutningen af 1800-tallet var der ud over skibsbroen en kro og enkelte huse. Husene lå lidt væk fra kysten, og siden er der opstået en bymæssig bebyggelse. 